# Star Wars: Episode I: Battle for Naboo
Star Wars Episode I: Battle for Naboo (conegut com a Star Wars: Battle for Naboo per a PC) és un videojoc d'acció amb estil arcade codesenvolupat per Factor 5 i LucasArts. És una seqüela espiritual de Star Wars: Rogue Squadron publicat dos anys abans. Malgrat les similituds entre els dos jocs, l'equip de desenvolupament va dissenyar un nou motor de joc per a Battle for Naboo i incloïa combats basats en terra i aigua, a més de combats aeris.
El joc s'estableix a la galàxia fictícia de Star Wars, durant els esdeveniments representats a la pel·lícula Star Wars Episode I: The Phantom Menace. El jugador controla Gavyn Sykes, un tinent de les Forces de Seguretat Reials de Naboo. A mesura que avança el joc, Sykes i les Forces de Seguretat Reials lluiten contra la Federació de Comerç en 15 missions que es realitzen a Naboo o a l'espai que l'envolta. El joc conclou després que el jugador completi una missió que recrea l'atemptat climàtic de la Nau de Comandament Androide de la Federació de Comerç de la pel·lícula.
Battle for Naboo va ser publicat per LucasArts i THQ i alliberat per la Nintendo 64 el desembre de 2000. Una versió de Windows va ser llançada tres mesos després el març de 2001. La versió de Nintendo 64 va rebre comentaris generalment positius; els crítics van elogiar els controls estrictes i sensibles del joc, però van expressar la seva antipatia de les ubicacions de la pel·lícula. La versió de PC del joc va ser menys ben rebuda, amb crítiques citant visuals pobres i controls difícils.

## Jugabilitat
Una continuació de Star Wars: Rogue Squadron, Battle for Naboo és un joc d'acció de ritme ràpid i amb estil d'arcade. Cadascun dels 15 nivells del joc introdueix objectius de missió que s'han de completar per avançar al següent nivell. Les aeronaus enemigues estan compostes principalment de caces androides i mines aèries de la Federació de Comerç. Les defenses terrestres són més variades i inclouen destructors androides, torres de míssils, tancs blindats d'assalt (AATs), transports de tropes (MTTs), embarcacions amb metralladores i plataformes aèries d'un sol soldat (STAPs).
El HUD mostra un mesurador de salut, un radar i un comptador de munició per a armes secundàries. Depenent del nivell, el jugador pot controlar diversos vehicles aeris, terrestres i aquàtics. Les aeronaus són les Naboo N-1 Starfighter, el Naboo Bomber i el Police Cruiser, mentre que les terrestres i les embarcacions són speeders de Flash i Gian, l'embarcació amb metralladora de la Federació de Comerç i el Heavy STAP. Cada vehicle ofereix una disposició d'armament única, així com diversos graus de velocitat i maniobrabilitat. El joc inicialment restringeix el jugador a una nau determinada per a cada nivell; no obstant això, després de completar un nivell, es pot tornar a jugar amb qualsevol aeronau disponible que caigui dins de la seva especificació d'aire, terra o aigua. Alguns nivells ofereixen al jugador l'opció de canviar el nivell mitjà. Set potenciadors addicionals estan ocults en diferents nivells al llarg del joc. Aquests potenciadors milloren les armes o la durabilitat d'una aeronau i s'apliquen a cadaaeronau elegible durant la resta del joc.
El rendiment del jugador es mesura al llarg del joc i les estadístiques de rendiment es comproven després de cada nivell contra quatre tipus de referència de medalles. Cada referència conté sis categories: temps d'acabament, nombre d'enemics destruïts, precisió de tir, nombre d'aeronaus amigables i estructures salvades, nombre de primes recollides i vides restants. Si el rendiment d'un jugador supera un dels quatre punts de referència del nivell de les cinc categories, al final es premia amb una medalla de bronze, plata, or o platí. A diferència d'altres punts de referència de medalla, els punts de referència de la medalla de platí no es revelen al jugador. L'adquisició de medalles promou el rang del jugador i ajuda a desbloquejar el contingut ocult.

## Argument
El joc comença amb una obertura semblant a les que apareixen a les pel·lícules de La guerra de les galàxies. Es presenten més detalls de la història a través del manual d'instruccions del joc, sessions informatives sobre la missió, converses de personatges i cinemàtiques durant el joc. Durant la invasió inicial de la Federació de Comerç a Theed, el tinent Gavyn Sykes i el capità Kael s'escapen de la capital i es dirigeixen cap a les terres de cultiu circumdants. Els dos intenten protegir els agricultors civils, però la presència de la federació és massa forta i es retiren als pantans propers. Allà aprenen d'un contrabandista amagat a les muntanyes que els ajuda. Amb l'ajut de l'agricultor Ved Deviss, Sykes i Kael troben Borvo el Hutt. Borvo accepta ajudar el moviment de resistència contra la Federació de Comerç després que el grup l'ajudi a escapar de les forces de la Federació.
En el primer atac contra la Federació de Comerç, Kael, Sykes, Ved, Lutin Hollis i Kol Kotha, un agent mercenari de Borvo, destrueixen el satèl·lit de comunicacions Comm 4. La destrucció del satèl·lit desactiva temporalment una base de la Federació al planeta, permetent la resistència a atacar-la amb èxit i destruir nombrosos androides i equips pesants. Durant la lluita, Sykes controla un canó de la Federació i el fa servir per alliberar camps de treball al llarg del riu Andrevea, escortant els presoners alliberats a un punt de trobada entre les ruïnes al nord.
No obstant això, durant la missió d'escorta, Kael desapareix i Sykes comença una missió de recerca i rescat per al capità desaparegut. Sykes descobreix a un Kael mortalment ferit prop del seu caça accidentat, i es revela que Borvo havia abatut a Kael després que ell es va assabentar del pla secret del Hutt per vendre als presoners que havien fugit de l'esclavitud. Buscant venjança i la llibertat del seu poble, Sykes caça a Borvo, assistit per una Kotha descontenta que no està d'acord amb la traïció de Borvo. Tot i que el Hutt aconsegueix escapar a Nal Hutta, els presoners són salvats.
Ara al càrrec de la resistència a Naboo, Sykes lidera una missió per alliberar el Camp 4, un centre de detenció on la Federació de Comerç ha situat la majoria dels líders importants de Naboo. Després de l'alliberament del camp, Sykes es posarà en contacte amb Capità Panaka, i el pla per alliberar finalment a Naboo es posa en marxa. Després de participar en l'atac de diversió a Theed, la Reina Amidala i Panaka poden infiltrar-se al Palau i capturar el Virrei de la Federació de Comerç Nute Gunray, Sykes s'uneix a la resta del Bravo Flight en l'assalt climàtic de la Nau de Comandament Androide. Associat amb R2-C4, Sykes elimina el generador d'escut de la nau androide, que permet al jove Anakin Skywalker destruir-la des de dins. Amb l'exèrcit de la Federació de Comerç inhabilitat, Naboo és alliberat.

## Rebuda
En molts anàlisis es va comparar Battle for Naboo amb Star Wars: Rogue Squadron. GamePro va remarcar que els jocs comparteixen el mateix "emocionant combat aeri, controls resistents i ... argument absorbent", i Fran Mirabella III d'IGN va escriure, "Battle for Naboo demostra ser un successor digne del "Rogue" millorant gairebé tot allò que l'ha retingut de la perfecció." EGM va declarar que "si us ha agradat Rogue Squadron, és una bona aposta que Naboo us agradarà encara més." Ryan Davis de GameSpot, no obstant això, va pensar que el joc seguia sent divertit malgrat la "falta general d'innovació sobre el seu predecessor" i va creure que era "un dels millors títols de Episodi I en arribar al mercat". La versió de Nintendo 64 va rebre comentaris en bona part positius i va rebre una puntuació total de 82 i 84 per cent de GameRankings i Metacritic, respectivament.
Els controls de Battle for Naboo es van descriure com a ajustats i responsius. Els revisors van felicitar l'afegiment de vehicles terrestres que estaven absents al Rogue Squadron. Both Davis i Mirabella va assenyalar que aquesta addició evita que el joc es ralentitzi. Nintendo Power va publicar que el joc està en el seu millor moment quan l'acció no s'apropa, però, descrivint algunes de les missions terrestres com a "tedioses" i "sense inspiració". Alguns crítics creien que el joc ambientat en Episodi I és menys atractiu que la trilogia original de Rogue Squadron. Mirabella va dir que "qualsevol fan de Rogue Squadron hauria de gaudir de Battle for Naboo igual que si poden passar per la barrera de Episodi I", i Davis va escriure que l'ambientació del joc "no té el mateix impacte que la història de la [trilogia] original".
Els gràfics del joc van ser una font de desacord entre alguns crítics. Matthew Keil de Extended Play va escriure que els gràfics del joc eren la "millora més notable" sobre Rogue Squadron. Mirabella n'estava d'acord i va arribar a citar Battle for Naboo com "un dels jocs més bonics gràcies a la N64." Tant Keil com Mirabella van elogiar el joc per estar menys dependent de la boira de distància i millorant "enormement" la distància de dibuix sobre Rogue Squadron. Davis, no obstant això, va escriure que "els gràfics de Battle for Naboo són exactament iguals als de Rogue Squadron, defectes i tot", i Andy Meyers de Nintendo Power va citar "fons negres i cinemes secs". EGM va gaudir dels models i la il·luminació del joc, però pensava que els entorns semblaven "borrosos". Les opinions dels revisors sobre la música i els efectes de so del joc eren generalment menys dividides. Keil va declarar que el joc mostra els talents d'àudio de Factor 5, i Mirabella i Davis van descriure l'àudio com a "atmosfèric" i "immersiu", respectivament. Un crític de l'EGM va lamentar "la música de l'Episodi I de cartutx de baixa qualitat", però un altre pensava que el so era impressionant.
Amb puntuacions agregades de 57 i 54 per cent de GameRankings i Metacritic, respectivament, la versió de PC de Battle for Naboo va obtenir puntuacions d'avaluació significativament més baixes que la seva contrapart de Nintendo 64. Moltes queixes sobre la versió per a PC provenen del fet que el joc no estava optimitzat quan es va portar. Adam Fleet de Computer Games Magazine va pensar que el joc era lleig, citant "textures veritablement simples i tristos spritesen 2D". Jim Preston de Next Generation va escriure sense embuts que els "gràfics feien fàstic". De l'àudio, Giancarlo Varanini de GameSpot va escriure: "[el joc] no és tan dolent, però no és tan bo com l'àudio en altres jocs similars", i descriu la música com a "poca cosa". Varanini també va tenir problemes amb els controls de la versió per a PC, afirmant perquè Battle for Naboo va ser dissenyat originalment per al controlador analògic de la Nintendo 64, és difícil apuntar amb el teclat digital d'un PC. Preston va coincidir, escrivint que controlar el joc és "gairebé impossible" amb un controlador digital o ratolí.